# ابی اندروز
ابی اندروز (انگلیسی: Abby Andrews؛ زادهٔ ۲۸ نوامبر ۲۰۰۰) بازیکن زن واترپلو اهل استرالیا است.
وی در مسابقات کشوری و بین‌المللی در مجموع برندهٔ ۱ مدال نقره شده است.